# Nikołaj Miaskowski
Nikołaj Jakowlewicz Miaskowski (ros. Николай Яковлевич Мясковский; ur. 8 kwietnia?/20 kwietnia 1881 w Nowogeorgiewsku, zm. 8 sierpnia 1950 w Moskwie) – rosyjski kompozytor, twórca 27 symfonii.

## Życiorys
Uczeń Reinholda Gliera, Anatolija Ladowa, Nikołaja Rimskiego-Korsakowa. Prowadził klasę kompozycji w Konserwatorium Moskiewskim. Jego uczniami byli m.in. Aram Chaczaturian oraz Dmitrij Kabalewski.
Miaskowski został uhonorowany Nagrodą Stalinowską aż 5 razy, najwięcej ze wszystkich kompozytorów. Ponadto był odznaczony Orderem Lenina, Medalem „Za ofiarną pracę w Wielkiej Wojnie Ojczyźnianej 1941–1945” i Medalem „W upamiętnieniu 800-lecia Moskwy”. Ludowy Artysta ZSRR i Zasłużony Działacz Sztuk RFSRR.
Pochowany na Cmentarzu Nowodziewiczym w Moskwie.

## Twórczość
W swojej twórczości nawiązywał do tradycji muzyki rosyjskiej z XIX wieku, zwłaszcza Piotra Czajkowskiego. Oprócz 27 symfonii, do kompozycji Miaskowskiego można zaliczyć m.in.: 3 sinfonietty (1910–46), poematy symfoniczne (Mołczanije 1910, Ałastor 1913), uwertury, koncerty: skrzypcowy (1939) i wiolonczelowy (1945), 13 kwartetów smyczkowych, sonety, marsze, utwory fortepianowe, chóralne, kantaty oraz pieśni solowe.